# Giacomo Marulli
Giacomo Marulli (Napoli, 1º giugno 1822 – Napoli, 15 agosto 1883) è stato un commediografo italiano.

## Biografia
Figlio di Troiano Marulli, della famiglia dei conti Marulli di Barletta, e della duchessa Teresa di San Cesareo, studiò da avvocato sotto la guida di Nicola Gigli e Carlo Aceto, ma una serie di vicissitudini familiari lo spinsero, a partire dagli anni quaranta, a dedicarsi alla composizione di poesie italiane e in napoletano e a intraprendere una carriera di autore teatrale che lo portò alla stesura di circa 200 testi.
Autore di pulcinellate, esordì al Teatro San Carlino con una commedia in due atti intitolata Pancrazio portato ncarrozza da lo nepote sujo. Nella riapertura del Teatro San Carlino dopo il 1848, invitato dall'impresario Silvio Maria Luzi, assunse il posto di Orazio Schiano,  diventando così l'autore ufficiale di quel teatro. Nel 1851 al Partenope Antonio Petito recitò in una farsa di de Petris riscritta da Marulli, che due anni dopo mandò in scena al teatro La Fenice (Napoli), Nu muorto ca nun è muorto, parodia di un dramma di Luigi De Lise. Più tardi approntò il canovaccio di Pascariello saponaro, in cui recitò Antonio Petito e che rappresentò un ritorno "al più antico della piazza cinquecentesca".
Dopo il 1860, attraverso le colonne del giornale Lo cuorpo de Napole e lo Sebeto intraprese una battaglia per la riforma del teatro, schierandosi anche contro il San Carlino. Nel maggio del 1862, in occasione dell'arrivo a Napoli di Vittorio Emanuele II, Luzi decise di far rappresentare una sua commedia, Lo corrivo de li codine e la gioia de li libberali pe l'arrivo a Napole de lo. Re Galantommo, co Pascariello sparatore de mbommecarte.
Nel 1864, al Nuovo la compagnia del solito Petito rappresentò una sua commedia dal titolo: La bella Mbriana a lo Burgo de lo Rito. Ricordiamo le principali sue commedie: Tre spose, duje mmbrogliune e na Giardenera, Marcolfo fanateca pe li mistere de Pari, La vestito de ventiquatto carrine, Il mio cadavere cioè no muorto che non è muorto, Na strana somiglianza, La mbriana de la Burgo de lo Rito. Con Pasquale Altavilla scrisse, tra le altre, la commedia La Vata delle Lanterne Maggeche. Il 24 maggio 1876 Antonio Petito morì, colpito da apoplessia, mentre recitava il terzo atto di una sua commedia: La dama bianca.
Già stimato da Salvatore Di Giacomo, che tra l'altro ne tracciò un profilo biografico, Eduardo De Filippo dichiarò di essersi ispirato a un atto unico di Marulli, I comici e l'avvocato, per la stesura de L'arte della commedia.

## Opere
(elenco parziale)
- La fucilazione 'e Pulcinella : commedia in 3 atti, Napoli, D. Abbatino, 1910.
- Nu tesoro int' a 'na seggia : nuovissima riduzione in un atto, Napoli, T. Pironti, 1912.
- Chi e nepoteme?... con Pulcinella e Don Felice, riduzione nuovissima in due atti di Salvatore De Rosa, Napoli, T. Pironti, 1912.
- Nu rilorgio, nu cappiello, nu pazzo e nu rilurgiaro ovvero Pulcinella servo sciocco e creduto portapullaste pe na strana cumbinazione : commedia in un atto, Napoli, F. Bideri, 1937.
- Na mugliera guliosa e nu marito babbasone, ossia Pulcinella sciocco referendario d'immaginari avvenimenti : commedia in due atti. Scritta per le scene del teatro san carlino e rappresentata ivi dall'antica compagnia comica nazionale dell'impresa Giuseppe M. Luzi, nota biografica di Salvatore Di Giacomo, Napoli, F. Bideri, 1939.
- Il pittore di un morto vivo : con Pulcinella sciocco servo del pittore e spaventato da un finto morto : commedia in un atto, a cura di Enzo Grano, Napoli, Abe, 1976.
- La notte di Piedigrotta azzoè Lo filantropo de la Pignasecca, introduzione di Gianandrea de Antonellis, Nocera Superiore (Salerno), D'Amico Editore, 2018 - ISBN 9788899821999
- Tre rivolte napoletane. L’inquisizione di Napoli ossia Masaniello da Sorrento e Cesare Mormile (1547). Il giuramento di Masaniello d’Amalfi (1647). Macchia e Medina Coeli (1696), a cura di Gianandrea de Antonellis, Nocera Superiore (Salerno), D'Amico Editore, 2020 - ISBN 9788899821692